# Alternanthera sessilis
Alternanthera sessilis е вид растение от семейство Amaranthaceae. Видът е незастрашен от изчезване.

## Разпространение
Разпространен е в Американска Самоа, Австралия, Бангладеш, Бенин, Бутан, Ботсвана, Бразилия, Буркина Фасо, Камбоджа, Камерун, Кабо Верде, Централноафриканска република, Чад, Китай, Рождество, Колумбия, Демократична република Конго, Република Конго, Острови Кук, Кот д'Ивоар, Джибути, Еквадор, Египет, Екваториална Гвинея, Етиопия, Фиджи, Френска Полинезия, Габон, Гамбия, Гана, Гуам, Гвинея, Гвинея-Бисау, Хонконг, Индия, Индонезия, Иран, Ирак, Израел, Япония, Йордания, Кения, Корея, Лаос, Лесото, Либерия, Мадагаскар, Малави, Малайзия, Малдивите, Мали, Маршалови острови, Мавритания, Мавриций, Мексико, Микронезия, Мозамбик, Мианмар, Намибия, Науру, Непал, Нова Каледония, Нова Зеландия, Нигер, Нигерия, Норфолк, Северни Мариански острови, Оман, Пакистан, Палау, Папуа-Нова Гвинея, Перу, Филипини, Питкерн, Самоа, Саудитска Арабия, Сенегал, Сейшелски острови, Сиера Леоне, Сингапур, Соломоновите острови, Южна Африка, Шри Ланка, Судан, Суринам, Тайван, Танзания, Тайланд, Того, Тонга, Тувалу, Уганда, Вануату, Виетнам, Уолис и Футуна, Йемен, Замбия и Зимбабве.